# Rečica (gmina Bojnik)
Rečica (cyr. Речица) – wieś w Serbii, w okręgu jablanickim, w gminie Bojnik. W 2011 roku liczyła 97 mieszkańców.